# Camassia howellii
Camassia howellii là một loài thực vật có hoa trong họ Măng tây. Loài này được S.Watson mô tả khoa học đầu tiên năm 1890.

## Hình ảnh

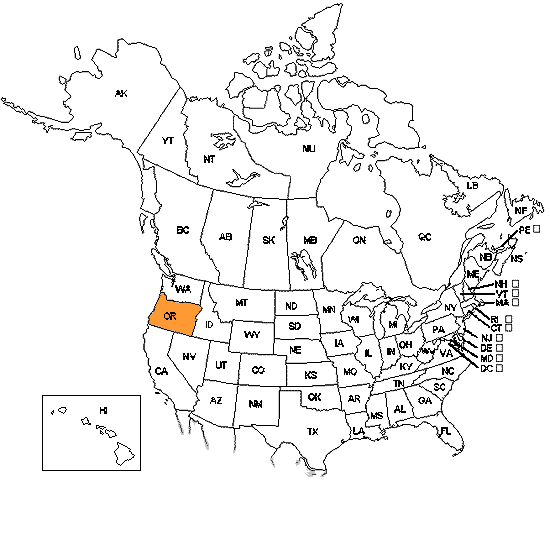
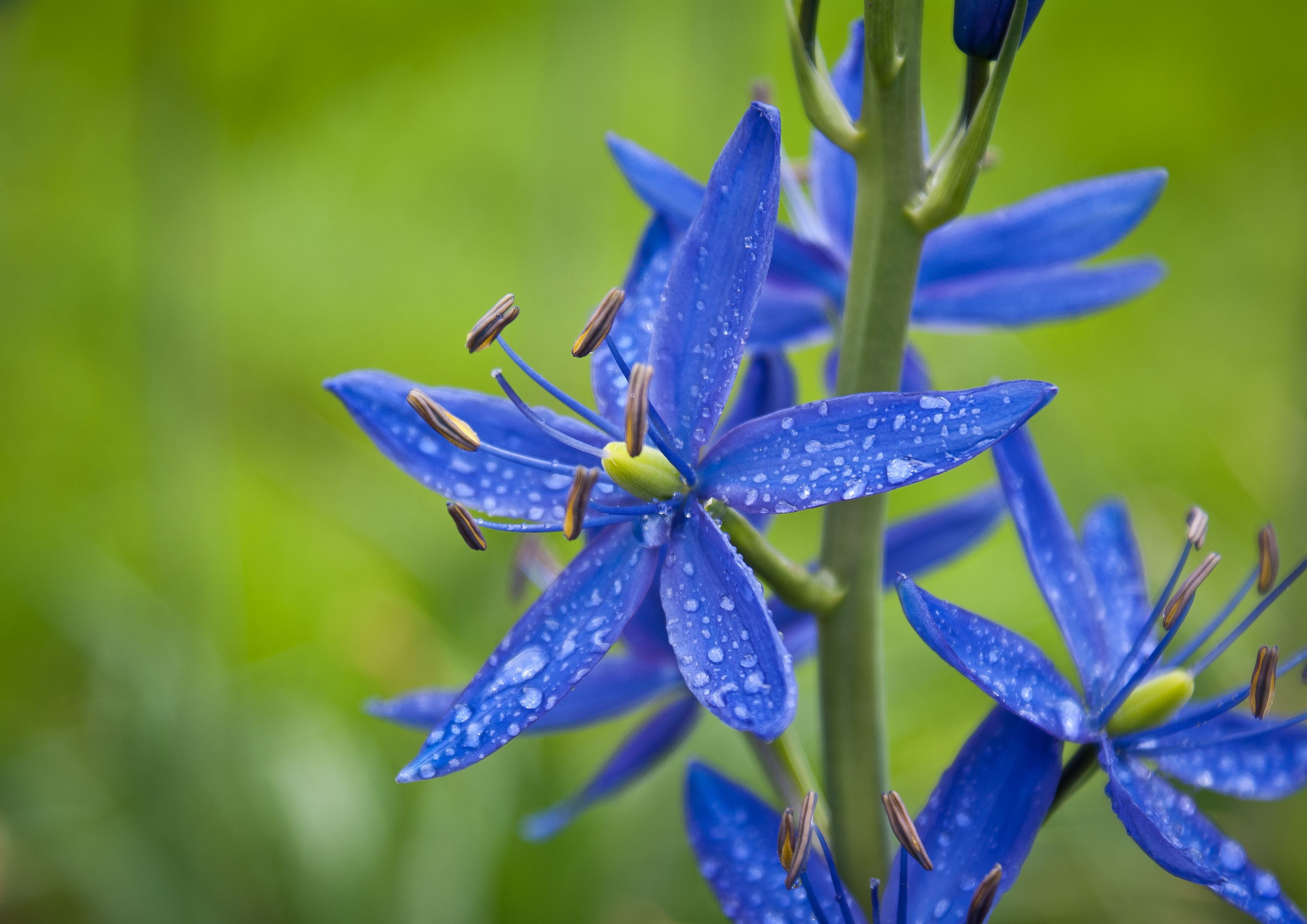